# Waltraud Odenthal

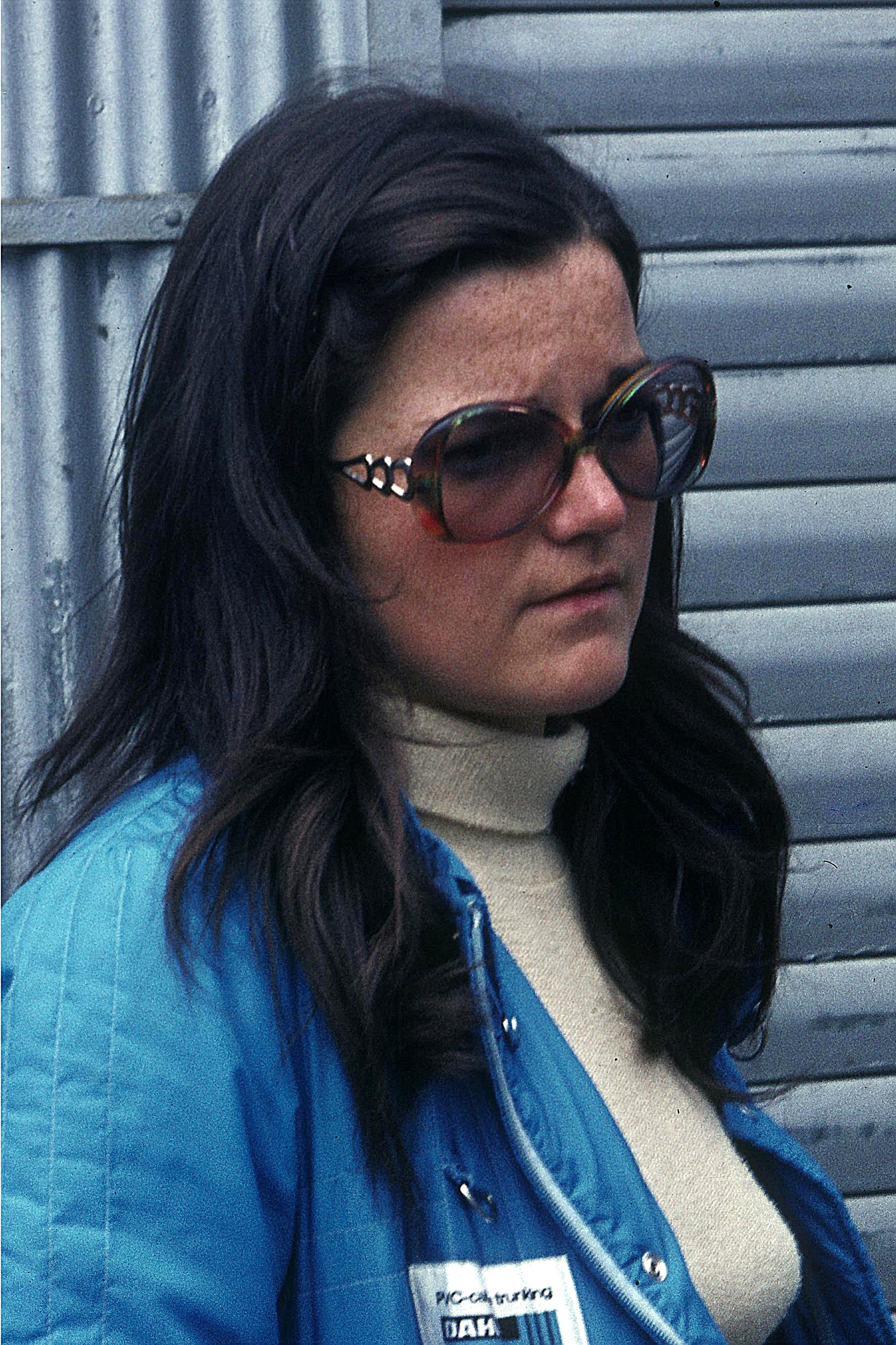
Waltraud Odenthal 1972 im Nürburgring-Fahrerlager

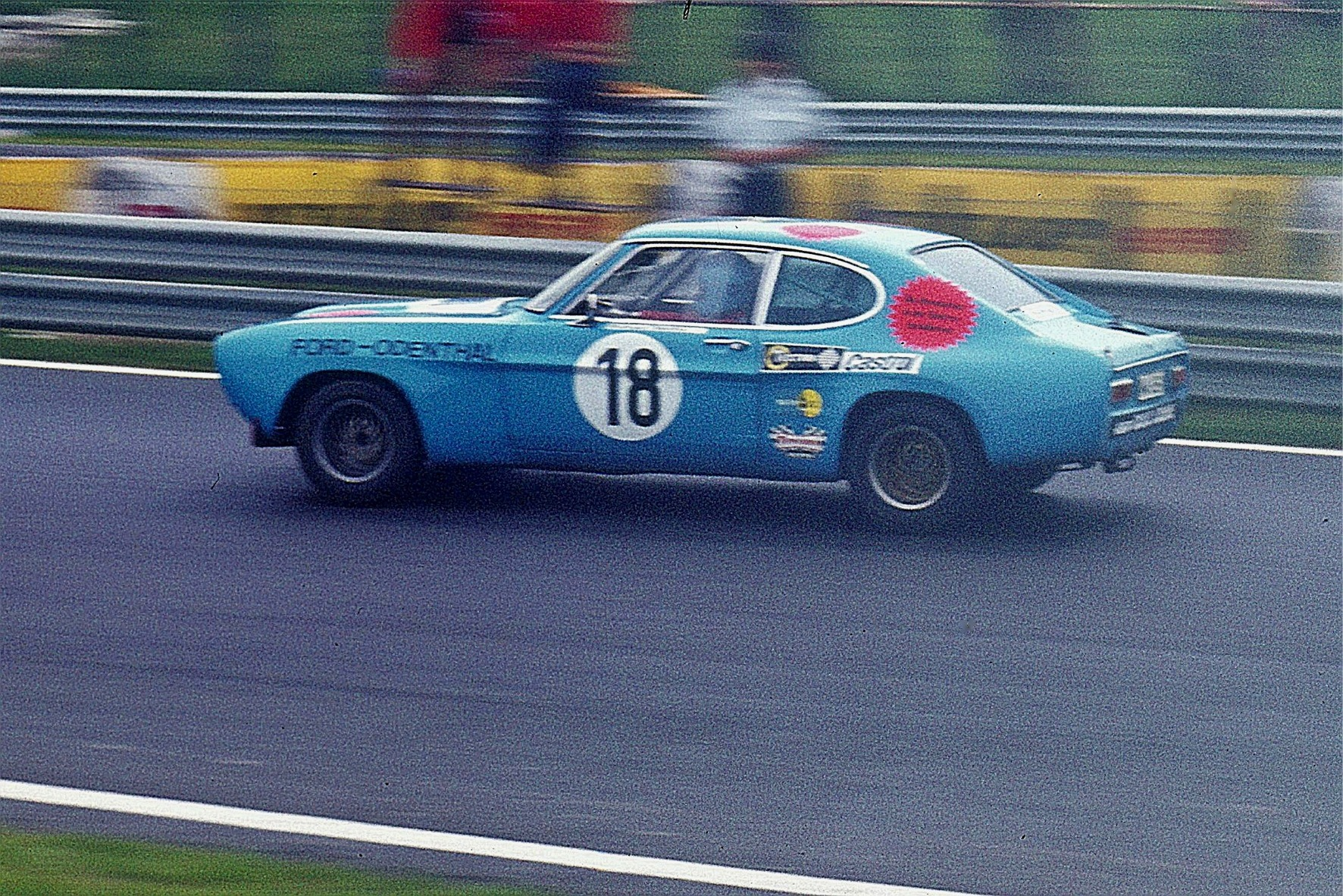
Waltraud Odenthal 1972 im Ford Capri auf dem Nürburgring

Waltraud Stöhr-Odenthal, geborene Waltraud Odenthal, ist eine ehemalige deutsche Autorennfahrerin.

## Karriere
Waltraud Odenthal begann mit dem Motorsport 1969 im Ford-Escort-Cup.
1971 und 1972 startete sie mit einem Ford Capri RS 2600 in der Deutschen Automobil-Rundstrecken-Meisterschaft (DARM). Dort wurde sie 1971 Dritte in der T3.0-Klasse beim Rennen auf dem Hockenheimring.
Von 1972 bis 1976 ging sie in der nachfolgenden Deutschen Rennsport-Meisterschaft (DRM) in der Division I mit ihrem Ford Capri RS 2600 an den Start. In dieser Rennserie erreichte sie 1972 mit dem 21. Rang in der Gesamtwertung ihre beste Saisonplatzierung. Ihr bestes Rennergebnis errang sie 1973 bei den beiden Rennen in Diepholz und auf dem Nürburgring. In beiden Rennen wurde sie Siebte in der Division I.
1974 und 1975 fuhr sie in der T+2.0-Klasse im Deutschen Automobil-Rundstrecken-Pokal der ONS. Dort erreichte sie 1974 den zweiten Platz beim 300-km-Rennen auf dem Nürburgring und 1975 ebenfalls einen zweiten Platz auf dem Salzburgring.
Zusätzlich trat sie von 1971 bis 1974 mit einem Ford Capri RS in verschiedenen Nicht-Meisterschaftsrennen an. Beim Rennen um den Eifelland-Caravaning-Pokal auf dem Nürburgring gewann sie die T+2.0-Wertung.
Waltraud Odenthal startete auch in internationalen Rennserien. Von 1971 bis 1974 startete sie in der Tourenwagen-Europameisterschaft. In den ersten beiden Jahren fuhr sie in der 3. Division und ab 1973 trat sie mit einem Ford Capri RS 2600 in der 2. Division an. 1973 wurde sie zusammen mit Klaus Fritzinger beim 4-Stunden-Rennen von Monza Fünfte. Ein Jahr später wurde sie zusammen mit Klaus Ludwig Vierte beim 500-km-Rennen von Vallelunga.
In der 2-Liter-Sportwagen-Europameisterschaft fuhr sie 1971 einmal in der Klasse T+2.5 beim 500-km-Rennen auf dem Nürburgring.
Sie ging einmal in einem Rennen der Sportwagen-Weltmeisterschaft an den Start. Zusammen mit Klaus Fritzinger fuhr sie beim 1000-km-Rennen auf dem Nürburgring 1972 den von ihr gemeldeten Ford Capri RS 2600, fiel jedoch nach 26 Runden aus.
1974 trat sie mit einem Ford Capri RS 2600 in der Europameisterschaft für GT-Fahrzeuge an. Das 300-km-Rennen auf dem Nürburgring beendete Odenthal als Dritte in der T3.0-Wertung.
Mit ihrer Heirat des ehemaligen Castrol-Renndienstleiter Jochen Stöhr 1974 fuhr sie weniger Rennen und beendete 1977 schließlich ihre Motorsportkarriere. Zusammen mit ihrem Mann führte sie drei Ford-Autohäuser. Aktuell arbeitet sie als Verkaufsberaterin in einem Opel- und Ford-Autohaus. Sie hat zwei Töchter und einen Sohn.